# Mimagoniates
Genre
Mimagoniates est un genre de poissons téléostéens de la famille des Characidae et de l'ordre des Characiformes.

## Liste d'espèces
Selon FishBase (10 juin 2015):
- Mimagoniates barberi Regan, 1907
- Mimagoniates inequalis (Eigenmann, 1911)
- Mimagoniates lateralis (Nichols, 1913)
- Mimagoniates microlepis (Steindachner, 1877)
- Mimagoniates pulcher Menezes & Weitzman, 2009
- Mimagoniates rheocharis Menezes & Weitzman, 1990
- Mimagoniates sylvicola Menezes & Weitzman, 1990